# Hurbanova Ves
Hurbanova Ves (in ungherese Hurbanfalva) è un comune della Slovacchia facente parte del distretto di Senec, nella regione di Bratislava.